# 国兴大道
国兴大道是中国海南省海口市的一条主干道，全长5公里。

## 历史
国兴大道主体曾经是海口大英山机场的跑道。1997年海口美兰国际机场启用后开始进行市政道路的改造，完工于2005年。
最初国兴大道南北两侧的大部分土地都未被占用。海南省人民政府和海南航空总部搬迁至国兴大道北侧以后，逐渐成为海口市一条交通繁忙的道路。